# Заболотнов Сергій Валентинович
Заболотнов Сергій Валентинович (11 серпня 1963) — радянський плавець.
Призер Олімпійських Ігор 1988 року.
Призер Чемпіонату світу з водних видів спорту 1986 року.
Чемпіон Європи з водних видів спорту 1983, 1987, 1989 років, призер 1985 року.
Переможець літньої Універсіади 1981, 1983 років, призер 1985 року.